# La cabina
La cabina é um telefilme espanhol de 1972 dirigido por Antonio Mercero e escrito por ele e José Luis Garci, estrelado por José Luis López Vázquez. Foi ao ar pela primeira vez em 13 de dezembro de 1972 na Televisión Española. O filme ganhou o prêmio Emmy de 1973 como melhor programa de ficção.

## Legado
O roteirista e produtor Charlie Brooker, disse numa entrevista para o site do jornal El País  que o filme serviu de inspiração para a criação da série Black Mirror.
A Câmara Municipal de Madri instalará uma cabine telefônica como a do filme na Praça de Arapiles em homenagem a Antonio Mercero.

## Prêmios e indicações
| Ano  | Prêmio                    | Categoria                 | Indicação | Resultado |
| ---- | ------------------------- | ------------------------- | --------- | --------- |
| 1973 | International Emmy Awards | Melhor Programa de Ficção | La cabina | Venceu    |